# 카르스 조약

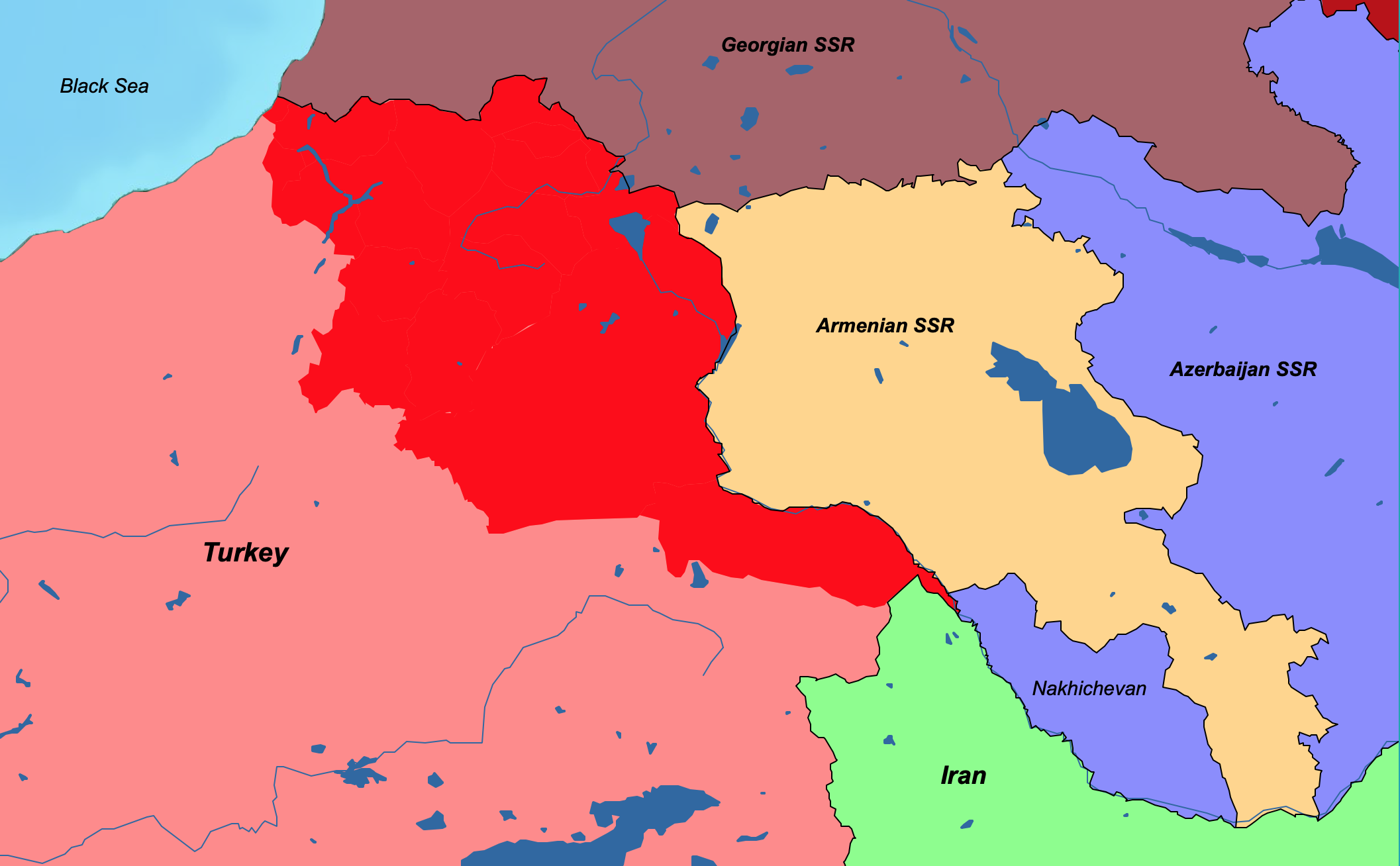

카르스 조약(튀르키예어: Kars Antlaşması, 아제르바이잔어: Qars müqaviləsi, 조지아어: ყარსის ხელშეკრულება, 아르메니아어: Կարսի պայմանագիր)은 1921년 10월 13일 터키 카르스에서 체결된 조약이다. 터키 대국민의회(1923년 터키 공화국 수립), 소련의 3개 공화국(아르메니아 소비에트 사회주의 공화국, 그루지야 소비에트 사회주의 공화국, 아제르바이잔 소비에트 사회주의 공화국) 대표가 서명했으며 1922년 9월 11일 아르메니아 예레반에서 비준되었다. 아르메니아, 그루지야, 아제르바이잔 3개 공화국은 1922년 12월에 수립된 소련을 구성하는 공화국이 되었다.
이 조약은 1921년 3월 터키와 러시아 사이에 체결된 모스크바 조약, 러시아가 제1차 세계 대전에서 철수하는 계기가 된 브레스트-리토프스크 조약을 승계한 조약으로서 터키와 남캅카스 국가 간의 경계를 확정지은 조약이다.  러시아-튀르크전쟁 당시 1877년부터 1878년까지 러시아 제국에 잃은 오스만 제국의 영토를 획득했다. 대신 러시아-페르시아 전쟁 이후에 체결된 투르크멘차이 조약에 따라 러시아 제국이 페르시아로부터 획득한 수르말리(Surmali)는 러시아의 영토로 남았다.

## 같이 보기
- 제1차 세계 대전의 여파
- 아자리야의 역사